# Kindermuseum des Ägyptischen Museums Kairo

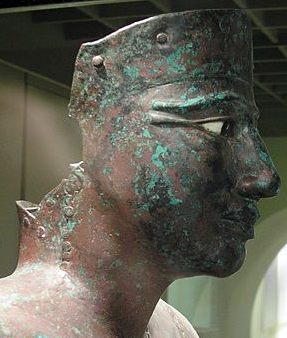
Detail der Bronzestatue von Pharao Pepi I., eines der qualitätvollen Originalexponate im Kindermuseum.

Das Kindermuseum des Ägyptischen Museums Kairo ist ein Museum, das speziell darauf ausgelegt ist, jungen Besuchern die Kultur, Geschichte und Archäologie des Alten Ägypten zu vermitteln. Das Museum wurde auf Initiative der damaligen Direktorin des Kairoer Ägyptischen Museums, Wafaa el-Saddik, gegründet und am 18. Januar 2010 von Prinz Henrik von Dänemark eröffnet. Das Museum befindet sich in den Kellerräumen unter dem Westflügel des Ägyptischen Museums.

## Didaktisches Konzept
Das Museum bietet auf kindgerechte Weise einen direkten Zugang zur altägyptischen Kultur und Zivilisation. Zielgruppe sind einerseits ägyptische Kinder, die ihr eigenes kulturelles Erbe kennenlernen und als Teil ihrer Geschichte begreifen können. Andererseits bietet die Ausstellung auch jungen ausländischen Besuchern einen Einblick in die wichtigsten Bereiche von Leben, Totenkult und Götterwelt.
Bei der museumspädagogischen Vermittlung legt man Wert auf das Zusammenwirken von qualitätvollen Originalfunden, Modellen aus Lego-Steinen, dem Einsatz didaktischer Materialien, sowie auf die Möglichkeit, in Workshops selbst tätig zu werden.

### Themen
Die Ausstellung ist räumlich in Themen aufgeteilt. Hierzu gehören der Alltag, der Totenkult mit Mumien, Kanopen, Uschebtis und Grabbeigaben, die Kunst des Schreibens mit Skulpturen von Schreibern, Papyri und Hieroglyphen, die Welt der Herrscherinnen und Herrscher, also der Pharaonen sowie der altägyptischen Götter.

### Umsetzung
Für die Präsentation wurden die Vitrinen der Körpergröße der Kinder entsprechend niedriger angebracht als in üblichen Museen. Die Beschriftungen berücksichtigen ihre Bedürfnisse in besonderer Weise.
Ägyptische Schulklassen können in der Ausstellung Führungen buchen, an die sich Workshops anschließen. Ein barrierefreier Zugang für Behinderte wird durch Rampen erleichtert. Zusätzlich werden spezielle Programme für Blinde angeboten.